# دير السودان
دير السُّودان هي قرية فلسطينية تقع في الضفة الغربية وتتبع محافظة رام الله والبيرة. على ارتفاع 338 متراً عن سطح البحر. تبلغ مساحتها حوالي 4498 دونماً.

## التسمية
سميت قرية دير السودان بالعهد الكنعاني بـ"دير سوريس"، ثم جاءت إليها في العهد العثماني قبيلة محمد بن بدر من بلاد الحجاز، وعملوا على تحريف الإسم إلى اسمها الحالي.

## الحدود
يحيط دير السودان قرى مزارع النوباني، عارورة، وكفر عين والنبي صالح، وام صفا.

## السكان
كانت في قرية دير السودان عام 1922 (173) نسمة. وفي عام 1931 كانوا 243 نسمة منهم 117 ذكور و 126 إناث - لهم 53 بيتًا. في عام 1945 قدروا ب 280 مسلمًا. وفي إحصاءات عام 1961 بلغو 486 مسلمًا منهم 221 ذكور و 265 إناث.

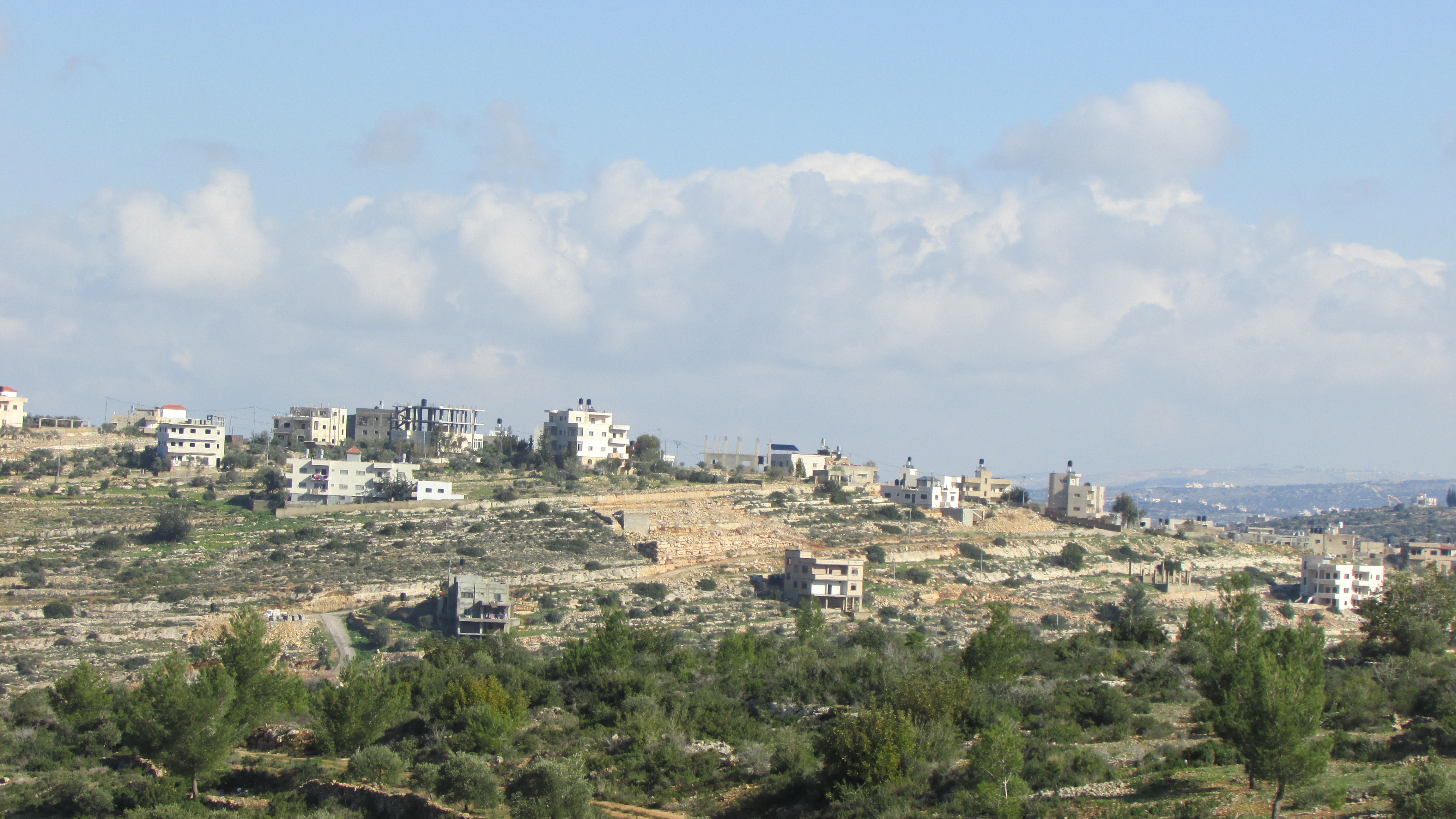
دير السودان

## التعليم
بعد عام النكبة، تأسست فيها مدرستان. واحدة للبنين والثانية للبنات.

## التاريخ
تم العثور في دير السودان على قطع خزفية من العصر البيزنطي،  والصليبي والمملوكي. 

### العصر العثماني
في عام 1517م دخلت القرية ضمن الإمبراطورية العثمانية مع باقي المدن الفلسطينية ، وفي سجلات الضرائب لعام 1596 ظهرت باسم دير السودان ، وتقع في ناحية القدس التابعة للواء القدس . بلغ عدد السكان 14 أسرة . كانوا يدفعون معدل ضريبة ثابت قدره 33.3٪ على المنتجات الزراعية، مثل القمح والشعير وأشجار الزيتون وكروم العنب/أشجار الفاكهة والماعز وخلايا النحل، بالإضافة إلى الإيرادات العرضية، بإجمالي 3400 آقجة. وقد تم العثور في القرية على فخاريات من العصر العثماني المبكر.
أشارت قائمة القرى العثمانية التي يعود تاريخها إلى حوالي عام 1870 إلى وجود 22 منزلاً وعدد سكان يبلغ 90 نسمة، على الرغم من أن تعداد السكان شمل الرجال فقط. 
في عام 1882، وصف مسح فلسطين الغربية الذي أجرته مؤسسة أبحاث فلسطين (PEF) دير السودان على النحو التالي: "قرية متوسطة الحجم، بها بئر إلى الغرب، على منحدر تل، وتحيط بها بساتين الزيتون."
في عام 1896 قُدِّر عدد سكان القرية بحوالي 153 شخصًا.

### عصر الإنتداب البريطاني
في تعداد فلسطين عام 1922 ، الذي أجرته سلطات الانتداب البريطاني ، بلغ عدد سكان القرية، 173 نسمة، وارتفع في تعداد عام 1931 إلى 243 في 53 منزلًا.
في إحصاءات عام 1945 بلغ عدد سكان دير السودان 280 مسلمًا، ومساحتهم 4,498 دونم (4.5 كـم2؛ 1.7 ميل2) من الأراضي الخاضعة لولايتها القضائية، وفقًا لمسح رسمي للأراضي والسكان. ومن هذه المساحة، كانت 2416 دونمًا من المزارع والأراضي القابلة للري، و841 دونمًا للحبوب، في حين كانت 15 دونم (1.5 ها؛ 3.7 أكر) للزراعة. كانت أراضي مبنية.

### العصر الإردني
بعد النكبة الفلسطينية عام 1948، وبعد اتفاقيات الهدنة عام 1949، أصبحت دير السودان تحت الحكم الأردني.
في عام 1961، بلغ عدد سكان القرية 486 نسمة.

### ما بعد 1967
منذ حرب الأيام الستة عام 1967، أصبحت قرية دير السودان تحت الاحتلال الإسرائيلي، تم تصنيف 57.2% من إجمالي مساحة القرية كأرض المنطقة أ، و6.5% كأرض المنطقة ب، بينما النسبة المتبقية 36.3% هي المنطقة ج.